# 丽牛属
丽牛属（学名：Leptobos）是在欧洲和亚洲的更新世地层中发现的一属大型牛类，其体重可达320公斤。该属通常被认为与野牛属和Epileptobos属有密切的演化关系。它们生存于早更新世的欧洲（维拉弗朗阶）、东地中海、印度（西瓦利克）和中国。来自利比亚的Leptobos syrticus可能代表了另一个牛亚科分类群。

## 部分物种
- Leptobos falconeri Rütimeyer, 1877 印度西瓦利克，Plio Pleistocene
- Leptobos crassus 中国，更新世

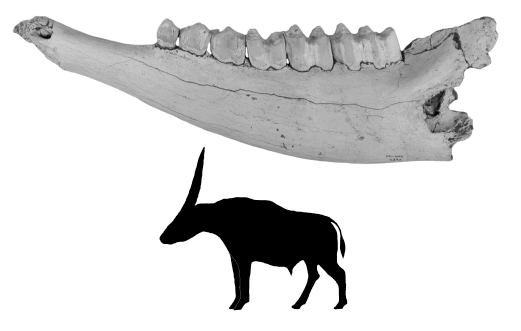
Leptobos etruscus的下颚和体型